# Мень, Юрий
Юрий Мень (в.-луж. Jurij Mjeń, 14 мая 1727 года, деревня Грубочицы около Будишина, Саксония – 22 августа 1785 года, Несвачидло, Саксония) — лютеранский священнослужитель, лужицкий поэт и религиозный писатель. Считается основателем светского направления в серболужицкой литературе .

## Биография
Родился 14 мая 1727 года в крестьянской семье в лужицкой деревне Грубочицы в окрестностях Будишина. С 1743 года по 1746 год обучался в сиротском приюте в Галле. Обучался на теологическом факультете Лейпцигского университета, который закончил в 1746 году. Будучи студентом, вступил в Сербское проповедническое общество, при котором организовал поэтический кружок. 
С 1750 года служил в лютеранском приходе в деревне Несвачидло (Нешвиц) до своей кончины в 1785 году. Был известным проповедником. Его проповеди были изданы в нескольких книгах. 
В 1767 году, вдохновлённый творчеством немецкого поэта Фридриха Готлиба Клопштока, написал первую в истории серболужицкой литературы поэму «Serbskeje rěče zamożenje a chwałba we  rěčerskim kěrlišu» (Лужицкого языка возможности и восхваление в поэтической песне). Поэма долгое время ходила в рукописном варианте и была издана в 1806 году сыном Юрия Меня лужицким поэтом Рудольфом Менем.